# Klaus Jakobi
Klaus Jakobi (* 16. Oktober 1935) ist ein ehemaliger deutscher Fußballspieler.

## Karriere
Klaus Jakobi spielte von 1957 bis 1958 Erstligafußball in der Oberliga Süd für die Stuttgarter Kickers. Der Stürmer im damaligen WM-System debütierte in der Saison 1956/57 am 17. März 1957 bei einem 1:1-Auswärtsremis beim VfR Mannheim in der Oberliga Süd. Er stürmte dabei im Kickers-Angriff auf Rechtsaußen. In die folgende Saison 1957/58 startete Jakobi am 25. August 1957 mit einem 2:1-Heimerfolg gegen den Karlsruher SC. Vor 13.000 Zuschauern war er dabei wiederum als Rechtsaußen für die „Blauen“ aus Degerloch im Einsatz. Rolf Geiger war im Sommer zum Lokalrivalen VfB Stuttgart gewechselt und die Kickers konnten sportlich geschwächt nicht die Klasse halten. Jakobi absolvierte 14 Oberligaspiele (1 Tor) und beendete mit seinem Einsatz am 26. Januar 1958 bei einer 0:2-Auswärtsniederlage bei der SpVgg Fürth seine Pflichtspieleinsätze in der Oberliga Süd.
Danach wechselte er zur Saison 1958/59 zu Eintracht Trier in die Fußball-Oberliga Südwest. An der Seite von Mitspielern wie Elmar May und Paul Pidancet erzielte der Mann aus Stuttgart in 29 Ligaeinsätzen 10 Tore und die Eintracht belegte den 8. Rang. In seinem zweiten Jahr in Trier, 1959/60, kam er wiederum auf 29 Einsätze, die Trefferquote ging aber auf drei Treffer zurück und Trier konnte gerade noch mit dem 14. Rang den Klassenerhalt bewerkstelligen. Insgesamt bestritt Jakobi für Eintracht Trier in zwei Runden 58 Spiele und erzielte 13 Treffer.
Später war Jakobi noch für den luxemburgischen Verein AS Jeunesse Esch aktiv.